# Processamento de transação
Na Ciência da Computação, o processamento de transação é uma referência ao processamento das transações realizada pelo sistema conhecido como monitor de transação ou servidor de transação.
Como um exemplo de transação pode-se considerar a transferência de fundos, uma operação bancária típica. Na verdade esta operação é realizada em dois passos (pelo menos): o débito na conta de origem dos recursos e na sequência, o crédito na conta de destino. Se não existir uma transação envolvendo os dois passos e se a primeira operação ocorrer com sucesso e a segunda falhar, o montante de dinheiro sumirá. Portanto, em casos similares, se uma operação falhar as outras operações da mesma transação devem falhar também, garantindo que a operação seja realizada como um todo ou que falhe como um todo. 
Os sistemas de processamento de transação permitem que as operações sejam agrupadas em uma única transação, garantindo que problemas de consistência de dados não ocorram. Eles garantem que as transações sejam atômicas e que as propriedades ACID sejam alcançadas.
Os sistemas de middleware para processamento de transação, como o IMS da IBM, surgiram nos anos 60 e eram bastante presos a determinados sistemas de gerenciamento de base de dados. O paradigma cliente-servidor incorporou este princípio por volta da década de 80, com algum sucesso. Nos anos recentes, o modelo cliente-servidor distribuído tornou-se muito difícil de manter, devido ao grande crescimento no número de transações geradas pelos sistemas on-line baseados na Web. Adicionalmente, a maioria dos sistemas on-line é baseada em várias bases de dados trabalhando conjuntamente, ao contrário dos sistemas centralizados de até então. 